# Kardos-ér
A Kardos-ér Győr-Moson-Sopron vármegyében ered, Sopronkövesdtől nyugatra, nem messze az osztrák-magyar határtól. A patak forrásától kezdve keleti, majd déli irányban halad, ezután ismét keletnek fordul, majd észak felé veszi az irányt, végül Agyagosszergénynél eléri az Ikvát.
A Kardos-ér vízgazdálkodási szempontból a Rábca és Fertő-tó Vízgyűjtő-tervezési alegység működési területét képezi.
A patakba útja során beletorkollik Hövejnél a Köles-ér, Vitnyédnél a Temető-árok.

## Part menti települések
- Sopronkövesd
- Lövő
- Nemeskér
- Pusztacsalád
- Csapod
- Himod
- Hövej
- Vitnyéd
- Agyagosszergény